# Legionairs van Christus
Legionairs van Christus (Latijn: Congregatio Legionariorum Christi; afgekort: LC) is een rooms-katholieke priestercongregatie.
Zij werd opgericht in 1941 door de Mexicaanse pater Marcial Maciel (1920-2008). De Legionairs houden zich bezig met het vormen en motiveren van leken om actief deel te nemen aan de zending van de katholieke kerk. De congregatie heeft de naam gezagsgetrouw en conservatief te zijn.
De congregatie telde in 2004 588 priesters en 1845 mannelijke religieuzen. Er zijn vestigingen in Mexico, Canada, de Verenigde Staten, Brazilië, Chili, Colombia, Spanje, Frankrijk, Duitsland en  Italië. Er is ook een lekenbeweging van de legionairs: Regnum Christi.
In Jeruzalem hebben zij onder de leiding van pater Juan Solana L.C. de verantwoordelijkheid gastvrijheid te bieden aan pelgrims van over heel de wereld in het zeer goed geoutilleerde en goed gelegen Pontifical Institute of Notre Dame of Jerusalem Center. Paus Johannes Paulus II gaf hun die verantwoordelijkheid in 2004.
In de noordwestelijke hoek van het Meer van Galilea in Israël hebben zij - eveneens onder leiding van pater Solana - het Magdala Centerproject . Op de plek waar archeologen resten gevonden hebben van Magdala, waaronder die van een synagoge uit de eerste eeuw. Maria Magdalena kwam uit Migdal .

## Leiding
In de loop van tientallen jaren doken er steeds weer geruchten op over wangedrag van de stichter van de congregatie. Het ging dan om machtsmisbruik, pedofilie en verslaving aan verdovende middelen. Onder druk van kardinaal Joseph Ratzinger, prefect van de Congregatie voor de Geloofsleer, trad Maciel in 2005 ten slotte af als leider van de Legionairs. In 2006 werd hem door Ratzinger, nu paus Benedictus XVI, verboden nog langer het priesterlijk ambt uit te voeren.

## Visitatie
In 2009 gaf de paus opdracht om een apostolische visitatie uit te voeren binnen de congregatie van de Legionairs van Christus. Uit het onderzoeksrapport werd duidelijk dat Maciel er een machtssysteem had opgebouwd dat was gebaseerd op zwijgen, misleiding en gehoorzaamheid. Dat stelde hem in staat een geheim leven te leiden 'zonder scrupules en authentieke zin voor godsdienst'. Het rapport concludeerde dat de congregatie de hieruit voortkomende interne problemen onmogelijk alleen kon oplossen. De paus stelde het Legioen daarom onder curatele en stuurde als pauselijk gedelegeerde Velasio De Paolis om het bestuur van de congregatie over te nemen en een definitieve oplossing voor de problematiek te vinden. In 2014 werd Eduardo Robles Gil Orvañanos aangesteld als generaal-overste. Hij werd in 2020 opgevolgd door de Amerikaan John Connor.